# Ismael Benegas
Ismael Benegas, vollständiger Name Ismael Benegas Arevalos, (* 1. August 1987 in Zeballos Cué) ist ein paraguayischer Fußballspieler.

## Verein
Der je nach Quellenangabe 1,82 Meter oder 1,83 Meter große Defensivakteur stand seit 2007 in Reihen des paraguayischen Erstligisten Club Libertad. In den Spieljahren 2009 und 2010 kam er dort zu 34 Einsätzen in der Primera División. Zudem absolvierte er acht Begegnungen in der Copa Libertadores und eine in der Copa Sudamericana. Die Apertura 2011 verbrachte er dann in Reihen von Rubio Ñu und bestritt dort 16 Ligapartien. Anschließend kehrte er zum Club Libertad zurück. Von der Clausura 2011 bis zum Ende der Apertura 2013 weist die Statistik weitere 74 Erstligaspiele für ihn aus. Dabei erzielte er einen Treffer. Erneut kam er 18 mal in der Copa Libertadores zum Einsatz. Zur Spielzeit 2013/14 schloss er sich auf Leihbasis dem uruguayischen Verein Nacional Montevideo in der Primera División an. Der Leihvertrag für eine Spielzeit mit Option auf eine Verlängerung um eine weitere Runde enthält jeweils eine Kaufoption nach einem halben und nach einem vollen Jahr. Für die Bolsos kam er zu 24 Liga-Einsätzen (ein Tor) und lief einmal in der Copa Libertadores auf. Nach der Saison verließ er die Montevideaner und schloss sich zunächst erneut dem Club Libertad an. Während dieser dritten Station bei den Paraguayern wurde er 22 in Erstligaspielen (drei Tore) und fünf Partien (kein Tor) der Copa Sudamericana 2014 eingesetzt. Anfang Juli 2015 wechselte er zum argentinischen Klub CA Colón, für den er in 28 Erstligaspielen auflief und ein Tor erzielte und einmal (kein Tor) in der Copa Argentina auflief. Mitte August 2016 schloss er sich dem Quilmes AC an, für den er bislang (Stand: 22. September 2016) eine Ligapartie (kein Tor) bestritt.

## Nationalmannschaft
2011 wird er auch als Teil der Nationalmannschaft Paraguays geführt. Für die Selección absolvierte er bislang drei Länderspiele (kein Tor). Dabei war er zu Zeiten des Nationaltrainers Tata Martino bei den Partien der Albirroja gegen Rumänien und Argentinien zugegen, Francisco Arce berief ihn zudem für die Begegnung mit Chile. Im März 2013 nominierte ihn der seinerzeitige Coach Gerardo Pelusso dann erstmals in seiner Amtszeit für das anstehende Spiel gegen Ecuador und somit zum ersten Mal für ein WM-Qualifikationsspiel.